# Evan John Murray MacGregor
Evan John Murray MacGregor; (1785-1841); Noble Británico, Gobernador de Antigua y Barbuda en representación de S.M. Británica Guillermo IV; cargo que desempeñó entre 1832 y 1836. Pasó luego a la Administración Colonial de Barbados y las Islas de Barlovento, pertenecientes a la corona Británica, cargo que sostuvo hasta 1841.
| Predecesor: Sir Patrick Ross | Gobernador de Antigua y Barbuda 1832-1836    | Sucesor: Sir William MacBean George Colebrooke |
| Predecesor: Sir Lionel Smith | Administrador Colonial de Barbados 1836-1841 | Sucesor: Charles Henry Darling                 |

- Datos: Q5852592